# Валье-Эрмосо (муниципалитет)
Валье-Эрмосо (исп. Valle Hermoso) — муниципалитет в Мексике, штат Тамаулипас с административным центром в одноимённом городе. Численность населения, по данным переписи 2010 года, составила 63 170 человек.

## Общие сведения
Название Valle Hermoso с испанского языка можно перевести как прекрасная долина.
Площадь муниципалитета равна 900 км², что составляет 1,12 % от общей площади штата, а наивысшая точка — 21 метр, расположена в поселении Эмпальме.
Он граничит с другими муниципалитетами штата Тамаулипас: на востоке с Матаморосом и на западе с Рио-Браво.

## Учреждение и состав
Муниципалитет был образован в 1953 году, в его состав входит 231 населённый пункт, самые крупные из которых:
| Код INEGI | Населённый пункт                                                                                 | Численность населения (2005 год) | Численность населения (2010 год) |
| --------- | ------------------------------------------------------------------------------------------------ | -------------------------------- | -------------------------------- |
| 040       | Всего                                                                                            | 62193                            | 63170                            |
| 0001      | Валье-Эрмосо (исп. Valle Hermoso) 25°40′25″ с. ш. 97°48′52″ з. д.                                | 47696                            | 48918                            |
| 0004      | Анауак (исп. Anáhuac) 25°46′38″ с. ш. 97°46′20″ з. д.                                            | 3566                             | 3642                             |
| 0067      | Эль-Реалито (исп. El Realito) 25°39′54″ с. ш. 97°52′02″ з. д.                                    | 3208                             | 3228                             |
| 0056      | Игнасио-Мануэль-Альтамирано (исп. Ignacio Manuel Altamirano) 25°53′30″ с. ш. 97°49′10″ з. д.     | 859                              | 887                              |
| 0053      | Эмпальме (исп. Empalme) 25°53′56″ с. ш. 97°48′26″ з. д.                                          | 816                              | 778                              |
| 0054      | Энсенада (исп. Ensenada) 25°52′12″ с. ш. 97°52′04″ з. д.                                         | 557                              | 569                              |
| 0182      | Магейес-1 (исп. Magueyes (Carretera Estatal 99 Entre Sur 73—78)) 25°43′17″ с. ш. 97°48′52″ з. д. | 371                              | 358                              |

## Экономика
По статистическим данным 2000 года, работоспособное население занято по секторам экономики в следующих пропорциях: сельское хозяйство, скотоводство и рыбная ловля — 13,4 %, промышленность и строительство — 37,4 %, сфера обслуживания и туризма — 46,5 %, прочее — 2,7 %.

## Инфраструктура
По статистическим данным 2010 года, инфраструктура развита следующим образом:
- электрификация: 97,7 %;
- водоснабжение: 95,6 %;
- водоотведение: 85,4 %.

## Фотографии

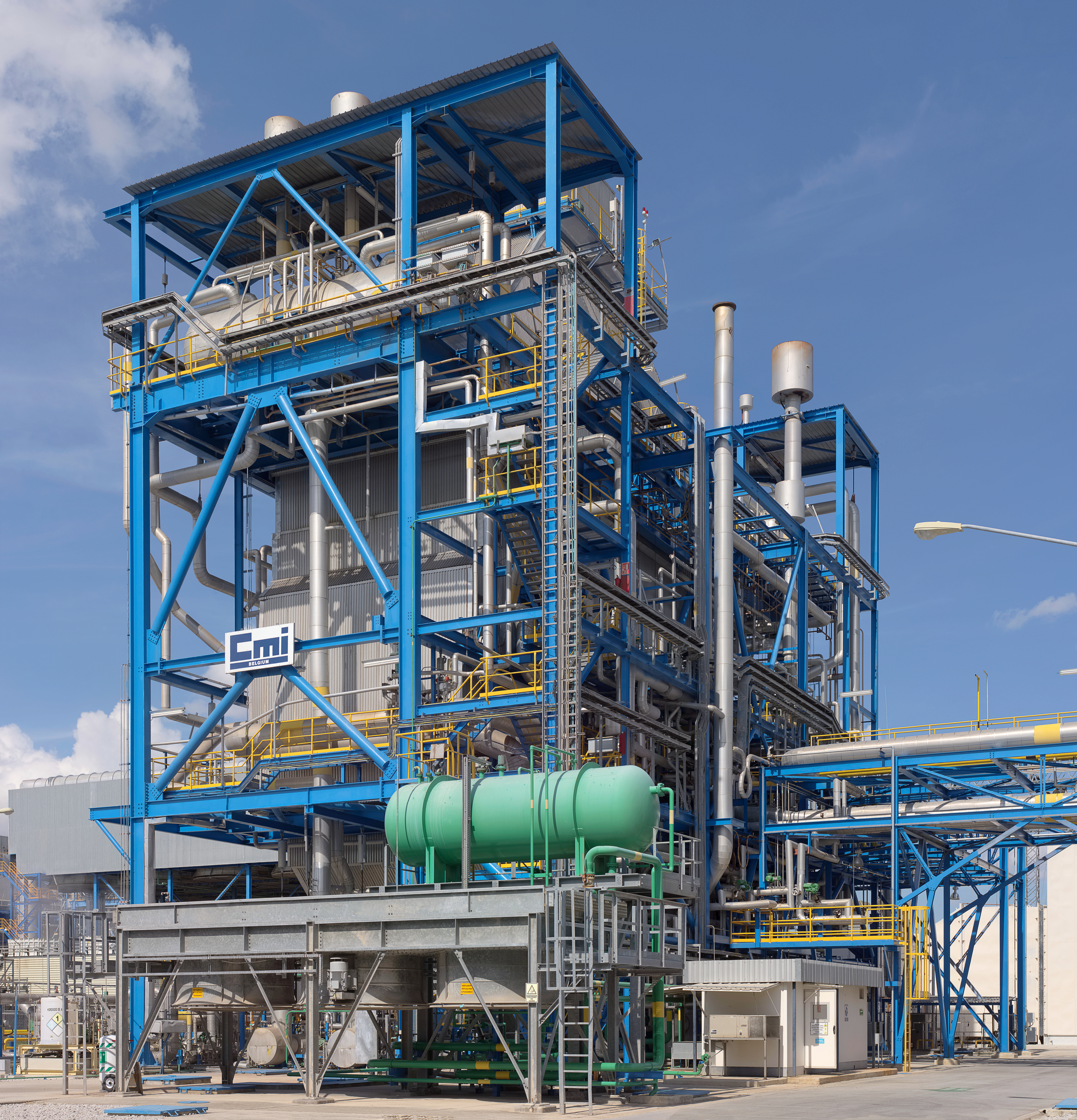
ТЭС в Валье-Эрмосо
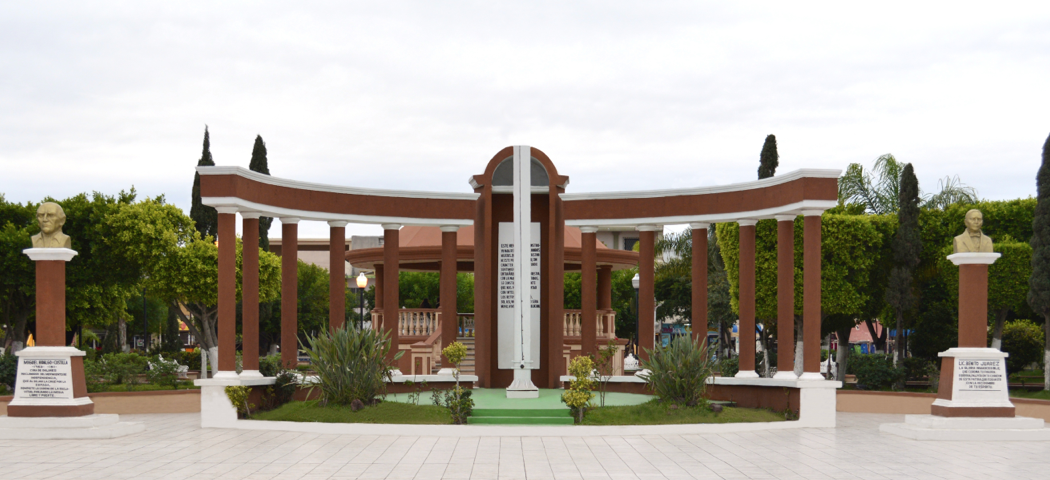
Площадь в Валье-Эрмосо
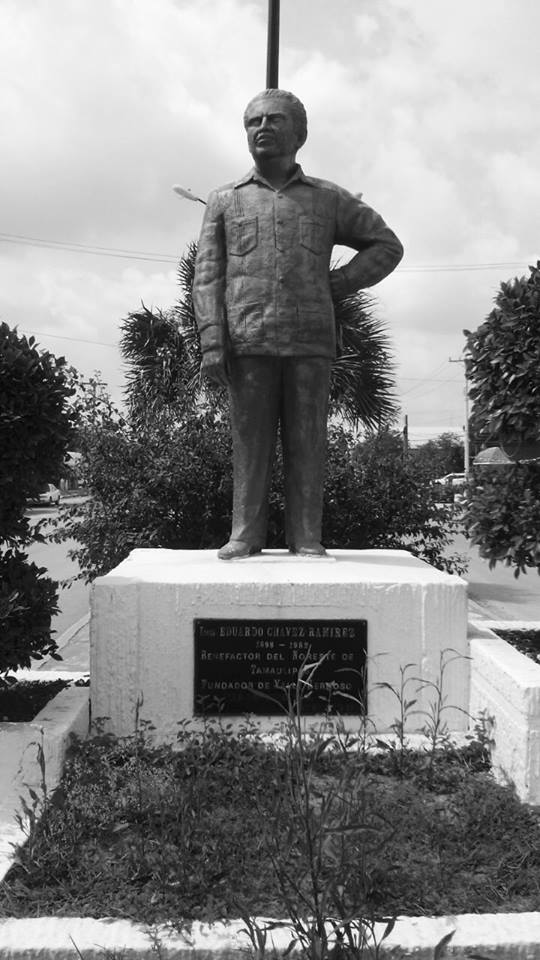
Статуя Эдуаро Чавеса